# Hazuri Bagh
Hazuri Bagh (in Urdu: حضوری باغ) è un giardino moghul situato in  Lahore, Pakistan. È delimitato dal Forte Lahore ad est, dalla Moschea Badshahi ad ovest, dal Samadhi di Ranjit Singh a nord e dalla Porta Roshnai a sud.
Si sviluppa tra la porta orientale della moschea e la Porta Alamgiri del forte; al centro sorge il Baradari di Hazuri Bagh. Il giardino fu realizzato nel 1813 per ordine dello stesso Ranjit Singh, allo scopo di celebrare la conquista del celebre diamante Koh-i-Noor ai danni dell'afghano Shuja Shah Durrani.
Il giardino fu progettato e costruito sotto la supervisione di Faqir Azizuddin. Dopo la sua realizzazione, si narra che il Maharaja, su suggerimento di Jamadar Khushhal Singh, abbia ordinato di rimuovere il marmo da diversi mausolei di Lahore per costruire il Baradari (padiglione): tale compito fu assegnato a Khalifa Nooruddin.
Eleganti pilastri di marmo intarsiato sostengono i delicati archi a cuspide; la porzione central, dove si sistemava la corte di Ranjit Singh, era pavimentata a specchio. Sia il giardino che il Baradari - originariamente una struttura quadrata di tre piani e dal lato di circa 14 metri poggiante su un basamento di quindici gradini - subirono ingenti danni durante la fratricida guerra dei Sikh e furono ripristinati solamente durante il periodo della dominazione britannica. Il 19 luglio 1932 la struttura superiore, ben visibile nelle immagini di repertorio, collassò e non fu più ricostruita.
Ogni domenica pomeriggio, numerose persone si ritrovano per ascoltare la recita di tradizionali Punjab Qisse (racconti della tradizione locale), come Heer Ranjha e Sassi Punnun, ed altri brani di poesia Sufi del Punjab.
Nel giardino, in prossimità della Moschea, si trova anche la tomba del poeta Muhammad Iqbal.

## Galleria d'immagini

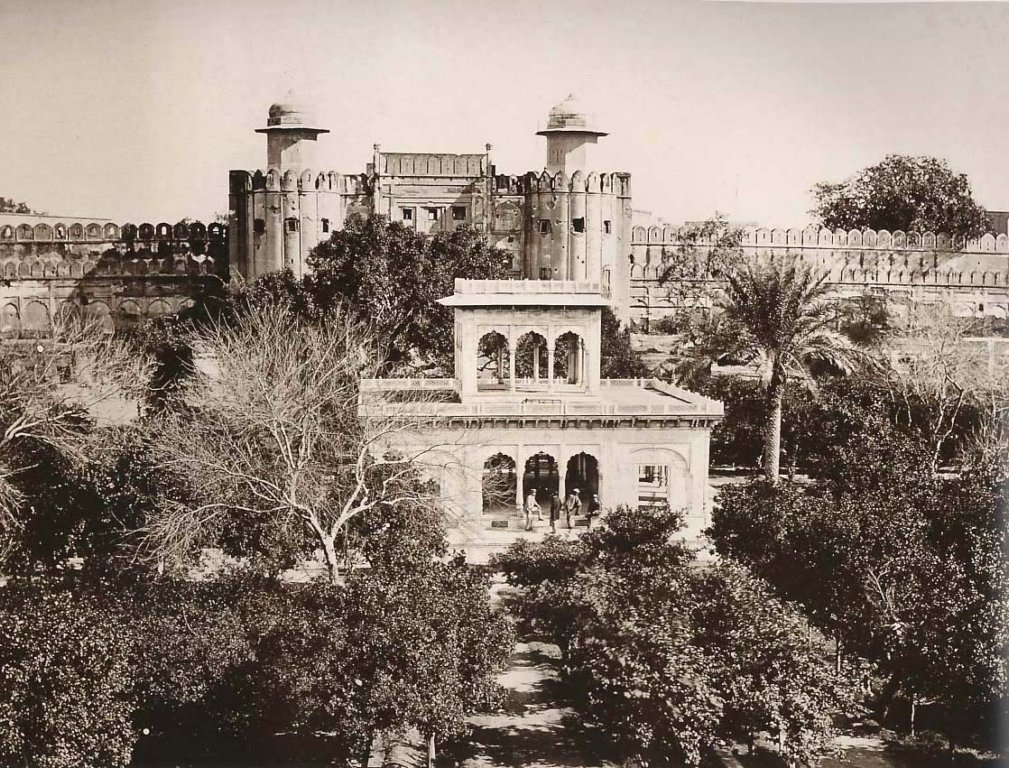
Il padiglione dell'Hazuri Bagh nel 1870, con sullo sfondo il Forte Lahore.
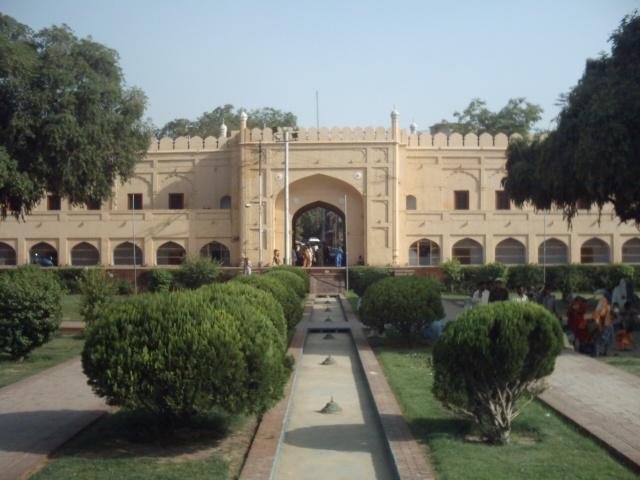
Porzione meridionale con vista sulla Porta Roshnai.
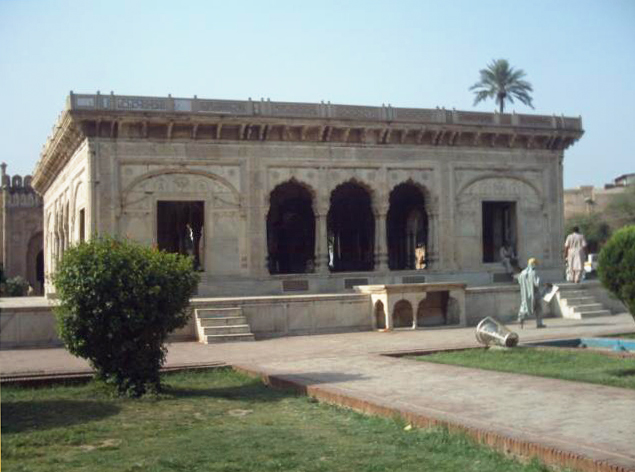
Il Baradari di Hazuri Bagh.
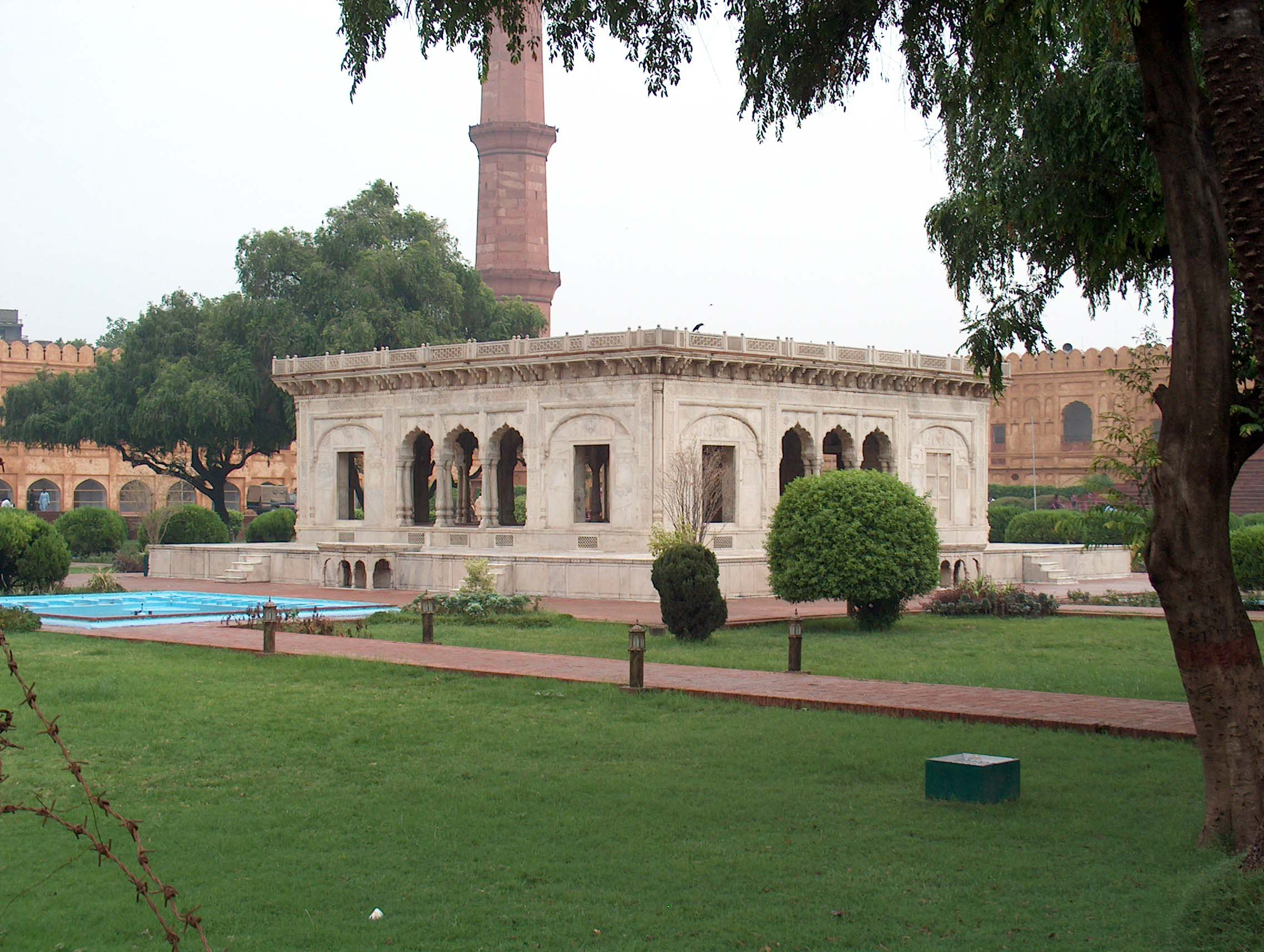
Il Baradari con la Moschea Badshahi in secondo piano.